# امرائودها
امرائودها (به انگلیسی: Amraudha) یک منطقهٔ مسکونی در هند است که در اوتار پرادش واقع شده‌است.

## خصوصیات
امرائودها ۸٬۸۹۰ نفر جمعیت دارد.